# Alexandre Caillot
Pour les articles homonymes, voir Caillot.
 (janvier 2021).
Si vous disposez d'ouvrages ou d'articles de référence ou si vous connaissez des sites web de qualité traitant du thème abordé ici, merci de compléter l'article en donnant les références utiles à sa vérifiabilité et en les liant à la section « Notes et références ».
Alexandre Caillot, né à Doyet (Allier) le 21 juin 1861 et mort à Grenoble le 5 janvier 1957, est un évêque catholique français, évêque de Grenoble de 1917 à 1957.

## Évêque
Évêque de Grenoble durant près de quarante ans, Alexandre Caillot fut attentif aux questions sociales[réf. nécessaire], et soutint avec ferveur les militants d'Action catholique[réf. nécessaire].
À Grenoble, il fit construire[réf. nécessaire] la basilique du Sacré-Cœur, et reconstruire l'église Saint-Joseph[réf. nécessaire].

## Pétainiste
Sous l'occupation allemande, il eut des prises de position controversées au sujet du STO et fut l'un des évêques les plus pétainistes de France, mais il échappa  à l'épuration[source insuffisante].
Alexandre Caillot meurt doyen de l'épiscopat français[réf. nécessaire].
Il fut également l'un des cofondateurs des Petites Sœurs des maternités catholiques.